# Piaggio 1
El Piaggio 1 es una motocicleta eléctrica de dos ruedas ruedas producido desde 2021 por el fabricante italiano de motocicletas Piaggio.

## Características
Anunciado en la red social TikTok en la primavera de 2021 bajo el nombre de Piaggio One, el vehículo se presentó en vista previa mundial en el Salón del Automóvil de Beijing el 28 de mayo y las ventas comenzaron en los mercados europeo y asiático en septiembre del mismo año, rebautizado como Piaggio 1. La producción tiene lugar en la planta de Pontedera para el mercado europeo y en China en la planta de Foshan (de la empresa conjunta Zongshen Piaggio) para el mercado chino.
Este es el primer scooter de la compañía que se produce exclusivamente en una versión eléctrica y se posiciona más bajo en términos de precio y tamaño que la Vespa Elettrica. Estéticamente fue diseñado por Marco Lambri, director del centro de estilo Piaggio en Pontedera, tiene un diseño inspirado en la última generación de Piaggio Zip, también producidos en China y con gran éxito en este mercado. El escudo frontal tiene dos luces LED, la plataforma central es plana y el encendido es del tipo sin llave.

### Chasis
El chasis del Piaggio 1 es del tipo monobrazo de acero de alta resistencia con elementos de chapa prensada y amortiguador hidráulico simple en la parte delantera y horquilla telescópica, mientras que en la parte trasera hay un amortiguador doble con basculante; el sistema de frenado está compuesto por un disco delantero y trasero de 175 mm. Las ruedas son de 10". Solo la versión Active tiene frenado combinado CBS.
La distancia entre ejes mide 1.220 mm, la longitud total es de 1.680 mm y la altura del asiento es de 770 mm. El compartimento bajo el asiento alberga la batería y un casco jet completo.

## Versiones
El Piaggio 1 está disponible en dos versiones: la "1 básico" ciclomotor (carnet AM) y la "1 Active" (carnet A1).
El ciclomotor "básico" homologado (que se puede conducir como un cincuenta a los 14 años) tiene una velocidad limitada a 45 km/h, el motor eléctrico entrega una potencia de 1,2 kW y la batería de iones de litio tiene una capacidad de 1,4 kWh que pesa 10 kg (85 kg es el peso total del vehículo). La autonomía homologada es de 55 km en modo Eco y de 43 km en Sport (ciclo WMTC).
La versión “Active” más potente entrega 2 kW de potencia y se autorregula para una velocidad máxima de 60 km/h, monta una batería de iones de litio de 2,3 kWh que pesa 15 kg (94 kg el peso total del vehículo). La autonomía es de 85 km en modo Eco y de 66 km en modo Sport en el ciclo de homologación WMTC.
Todos los modelos cuentan con una batería extraíble que puede recargarse en seis horas (con un voltaje de 220 V) con una eficiencia de hasta 800 ciclos completos de recarga; más de 800 ciclos conserva el 70% de su capacidad. El sistema de recuperación de energía cinética (KERS, Kinetic Energy Recovery System) es estándar, que recarga la batería durante la desaceleración.

## Site
- Oficial Site

## Enlaces
- Wikimedia Commons alberga una categoría multimedia sobre Piaggio 1.

- Datos: Q111728567
- Multimedia: Piaggio 1 / Q111728567